# Белгаум

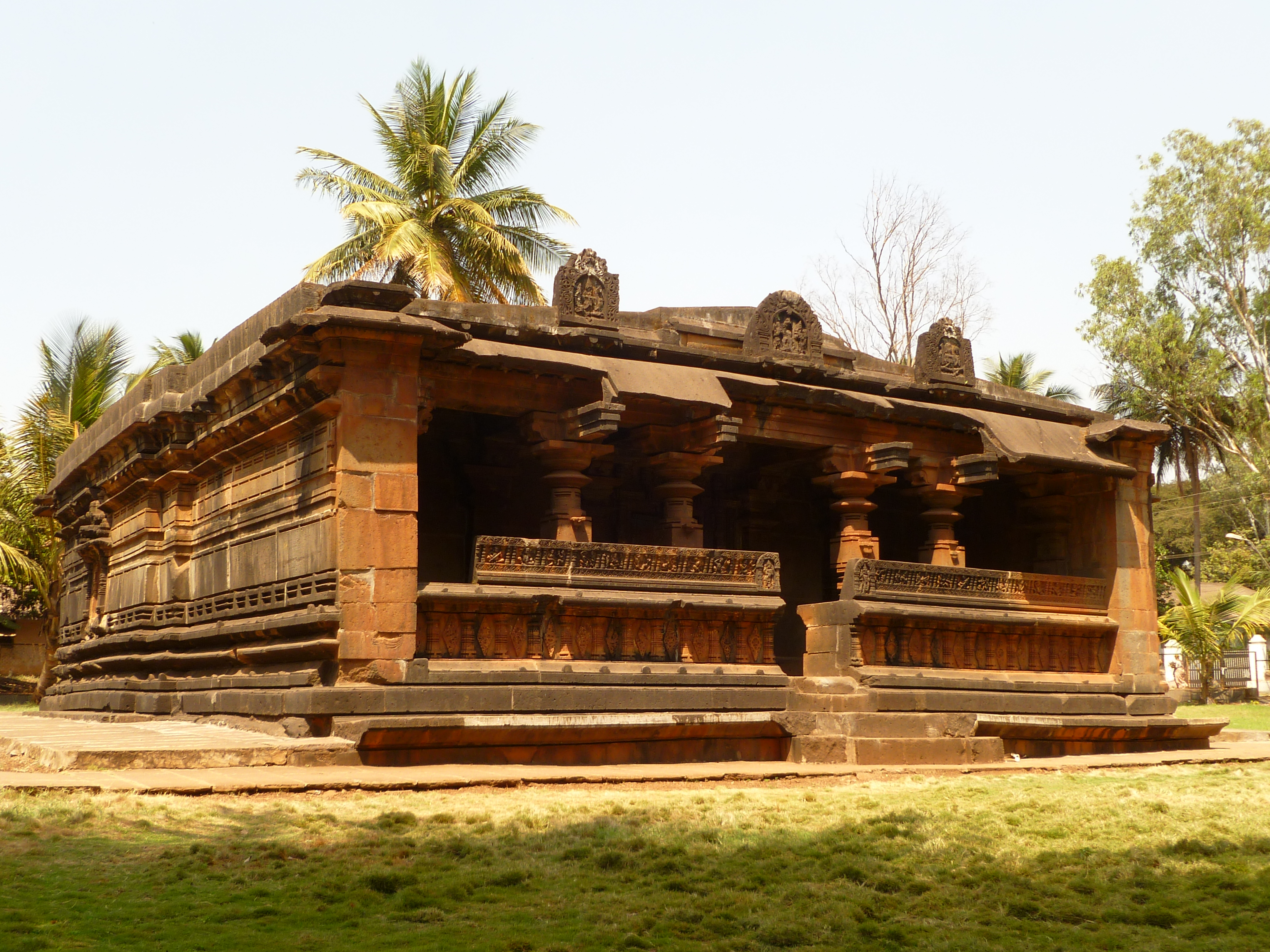
Джайнський храм у фортеці Белгауму

Белгаум (англ. Belgaum) — місто у індійському штаті Карнатака. Адміністративний центр округу Белгаум.

## Географія
Середня висота над рівнем моря — 750 метрів. 

### Клімат
Місто знаходиться у зоні, котра характеризується кліматом тропічних саван. Найтепліший місяць — квітень із середньою температурою 27.2 °C (81 °F). Найхолодніший місяць — грудень, із середньою температурою 21.1 °С (70 °F).
| Клімат Белгаума         | Клімат Белгаума | Клімат Белгаума | Клімат Белгаума | Клімат Белгаума | Клімат Белгаума | Клімат Белгаума | Клімат Белгаума | Клімат Белгаума | Клімат Белгаума | Клімат Белгаума | Клімат Белгаума | Клімат Белгаума | Клімат Белгаума |
| Показник                | Січ.            | Лют.            | Бер.            | Квіт.           | Трав.           | Черв.           | Лип.            | Серп.           | Вер.            | Жовт.           | Лист.           | Груд.           | Рік             |
| Абсолютний максимум, °C | 33              | 37              | 39              | 39              | 40              | 37              | 31              | 31              | 33              | 33              | 34              | 35              | 40              |
| Середній максимум, °C   | 28              | 31              | 34              | 35              | 33              | 27              | 24              | 25              | 26              | 28              | 28              | 27              | 29              |
| Середня температура, °C | 21              | 23              | 25              | 27              | 26              | 23              | 21              | 22              | 22              | 23              | 22              | 21              | 23              |
| Середній мінімум, °C    | 14              | 15              | 17              | 19              | 20              | 20              | 19              | 19              | 18              | 18              | 16              | 15              | 17              |
| Абсолютний мінімум, °C  | 7               | 6               | 10              | 13              | 15              | 15              | 13              | 16              | 15              | 12              | 9               | 8               | 6               |
| Норма опадів, мм        | 0               | 0               | 10              | 40              | 50              | 200             | 430             | 240             | 120             | 120             | 30              | 0               | 1290            |
| Днів з дощем            | 0               | 0               | 1               | 3               | 4               | 11              | 17              | 12              | 6               | 6               | 3               | 0               | 67              |
| Вологість повітря, %    | 48              | 44              | 45              | 57              | 65              | 85              | 92              | 92              | 87              | 70              | 54              | 50              | 66              |
| ----------------------- | --------------- | --------------- | --------------- | --------------- | --------------- | --------------- | --------------- | --------------- | --------------- | --------------- | --------------- | --------------- | --------------- |
| Джерело: Weatherbase    |                 |                 |                 |                 |                 |                 |                 |                 |                 |                 |                 |                 |                 |

## Населення
За даними всеіндійського перепису 2001 року, у місті проживало 399 600 осіб, з яких чоловіки складали 51 %, жінки — відповідно 49 %. Рівень грамотності дорослого населення становив 78 % (при загальноіндійському показнику 59,5 %). Рівень грамотності серед чоловіків становив 84 %, серед жінок — 72 %. 11 % населення було молодше 6 років.